# Bruiteira
Bruiteira (oficialmente y en asturiano: A Bruiteira) es una casería de la parroquia de Castropol, concejo de Castropol, en la comarca del Eo-Navia, Principado de Asturias, España.